# Zehnkampf-Länderkampf der Männer 1978 Sowjetunion – BR Deutschland
| 4. Leichtathletik-Länderkampf mit bundesdeutscher Beteiligung 1978 | 4. Leichtathletik-Länderkampf mit bundesdeutscher Beteiligung 1978 |
| ------------------------------------------------------------------ | ------------------------------------------------------------------ |
|                                                                    |                                                                    |
| Zehnkampf-Vergleich der Männer: Sowjetunion – BR Deutschland       |                                                                    |
| Austragungsort                                                     | Donezk                                                             |
| Wettbewerbe                                                        | 1                                                                  |
| Datum                                                              | 17./18. Juni                                                       |
| 1. URS 2. FRG                                                      | 38.401 Punkte 37.113 Punkte                                        |
| Chronik                                                            |                                                                    |
| ← FRA-FRG-ITA-ESP-CSK 00Marathon (M)                               | URS-FRG 5kampf (F) →                                               |

Den vierten Vergleich des Länderkampfjahres 1978 bestritten die Zehnkämpfer, die nun schon zum elften Mal auf die Sowjetunion trafen. Die Begegnung wurde am 17./18. Juni in Donezk ausgetragen. Die Zwischenbilanz lautete sieben zu drei für die UdSSR, den Vorjahresvergleich hatten die bundesdeutschen Vertreter für sich entschieden.

## Modus
Jede Mannschaft konnte mit maximal sieben Athleten antreten, von denen die fünf Besten durch Addition ihrer Punktzahlen als Mannschaft gewertet werden. Unter den für ein Team gewerteten Zehnkämpfern musste sich mindestens ein Junior (Jahrgang 1959 oder jünger) befinden. Dadurch ergab sich, dass die sowjetischen Vertreter auf den Plätzen sieben und neun nicht gewertet wurden, sondern ihr Teilnehmer auf Rang zehn.

## Ergebnis
In diesem Jahr waren die sowjetischen Zehnkämpfern den bundesdeutschen Vertretern wieder überlegen. Schon ihre Platzierungen auf den Rängen eins, drei, vier, fünf, sieben usw. zeigten, dass die Sowjetunion gegenüber dem Vorjahr wieder besser disponiert waren. In der für den Länderkampf entscheidenden Summe der Punktzahlen lag die UdSSR mit 38.401 zu 37.113 Punkten wieder vorn, sodass es für die Bundesrepublik Deutschland zur zweiten Länderkampfniederlage in dieser Saison kam.

## Legende
Kurze Übersicht zur Bedeutung der Symbolik – so üblicherweise auch in sonstigen Veröffentlichungen verwendet:
| DNF | nicht im Ziel (did not finish) |
| DNS | nicht am Start (did not start) |
| NMH | keine Höhe (No Mark)           |
| NMW | keine Weite (No Mark)          |

## Resultat
| Platz | Name                 | Nation | Punkte | 100 m   | Weit- sprung | Kugel- stoßen | Hoch- sprung | 400 m   | 110 m Hürden | Diskus- wurf | Stabhoch- sprung | Speer- wurf | 1500 m     |
| ----- | -------------------- | ------ | ------ | ------- | ------------ | ------------- | ------------ | ------- | ------------ | ------------ | ---------------- | ----------- | ---------- |
| 01    | Juri Kuzenko         | URS    | 7941   | 11,25 s | 7,10 m       | 13,78 m       | 2,05 m       | 49,64 s | 15,34 s      | 44,94 m      | 4,50 m           | 59,40 m     | 4:22,5 min |
| 02    | Eckart Müller        | FRG    | 7921   | 11,55 s | 7,25 m       | 14,33 m       | 2,14 m       | 51,22 s | 14,93 s      | 45,20 m      | 4,20 m           | 67,28 m     | 4:35,8 min |
| 03    | Wiktor Grusenkin     | URS    | 7803   | 11,38 s | 7,52 m       | 15,69 m       | 1,99 m       | 51,18 s | 15,41 s      | 45,50 m      | 4,30 m           | 61,42 m     | 4:48,6 min |
| 04    | Wladimir Burjakow    | URS    | 7773   | 11,39 s | 7,00 m       | 14,30 m       | 1,99 m       | 50,14 s | 15,48 s      | 41,40 m      | 4,70 m           | 61,88 m     | 4:32,9 min |
| 05    | Anatoli Kartaschow   | URS    | 7710   | 11,22 s | 7,35 m       | 14,15 m       | 2,05 m       | 50,85 s | 17,16 s      | 44,00 m      | 4,30 m           | 58,10 m     | 4:24,1 min |
| 06    | Wolfgang Muders      | FRG    | 7655   | 11,63 s | 6,82 m       | 12,53 m       | 2,05 m       | 49,48 s | 14,71 s      | 37,28 m      | 4,70 m           | 59,08 m     | 4:24,7 min |
| 07    | Alexander Schablenko | URS    | 7652   | 11,14 s | 7,07 m       | 14,75 m       | 2,02 m       | 49,87 s | 15,36 s      | 41,70 m      | 4,70 m           | 43,74 m     | 4:38,9 min |
| 08    | Dieter Leyckes       | FRG    | 7488   | 11,40 s | 6,95 m       | 14,34 m       | 1,90 m       | 49,68 s | 14,54 s      | 40,36 m      | 4,40 m           | 58,24 m     | 4:26,2 min |
| 09    | Alexander Kasanzew   | URS    | 7430   | 11,12 s | 7,15 m       | 15,58 m       | 1,90 m       | 50,94 s | 15,78 s      | 46,54 m      | 3,80 m           | 58,50 m     | 5:06,5 min |
| 10    | Alexander Newski     | URS    | 7174   | 11,22 s | 6,85 m       | 13,12 m       | 2,02 m       | 50,26 s | 15,66 s      | 37,26 m      | 3,40 m           | 49,80 m     | 4:27,2 min |
| 11    | Claus Marek          | FRG    | 7076   | 11,15 s | 6,91 m       | 13,87 m       | 1,90 m       | 49,09 s | 14,98 s      | 42,86 m      | 4,20 m           | 56,64 m     | DNF        |
| 12    | Jürgen Hingsen       | FRG    | 6973   | 11,37 s | 7,61 m       | 13,64 m       | 2,05 m       | 49,57 s | 15,12 s      | 38,84 m      | NMH              | 60,30 m     | 4:25,6 min |
| 13    | Martin Szafranski    | FRG    | 6937   | 11,33 s | 7,03 m       | 12,26 m       | 1,96 m       | 50,44 s | 16,40 s      | 32,72 m      | 4,70 m           | 47,34 m     | 4:30,6 min |
| DNF   | Holger Schmidt       | FRG    |        | 10,91 s | NMW          | 15,31 m       | 1,93 m       | 48,84 s | 14,81 s      | 49,92 m      | DNS              |             |            |